# جون ديل
جون ديل (بالإنجليزية: John Diehl)‏ هو ممثل أمريكي، ولد في 1 مايو 1950 بسينسيناتي في الولايات المتحدة.

## أعمال

### أفلام
- (1994) ستارغيت[7][8][9]
- (1996) وقت للقتل[10]
- (2001) الحديقة الجوراسية 3[11][12]
- (2001) بيرل هاربر[13][14][15]

### مسلسلات
- جاغ
- جيريكو
- فضيحة[16]
- كولد كيس

## وصلات خارجية
- جون ديل على موقع بوكس ريك (الإنجليزية) (registration required)

- جون ديل على موقع IMDb (الإنجليزية)
- جون ديل على موقع قاعدة بيانات الأفلام العربية
- جون ديل على موقع ألو سيني (الفرنسية)
- جون ديل على موقع أول موفي (الإنجليزية)
- جون ديل على موقع قاعدة بيانات الأفلام السويدية (السويدية)
- جون ديل على موقع إن إن دي بي (الإنجليزية)
- جون ديل على موقع ديسكوغز (الإنجليزية)
- جون ديل على موقع قاعدة بيانات الفيلم (الإنجليزية)
- جون ديل على موقع كينوبويسك (الروسية)